# Pucará del cerro La Muralla
El pucará del cerro La Muralla es una fortaleza, probablemente inca, ubicada en la cima del cerro La Muralla, a 5 km al sur de San Vicente de Tagua Tagua, en la región del Libertador General Bernardo O'Higgins de Chile. Es el pucará más austral del Tawantinsuyo.

## Historia
Los incas, al avanzar más allá del río Choapa y llegar a territorio picunche, construyeron en la zona varios tambos (depósitos de alimentos para la población en caso de emergencia) y un pucará situado en la cima del cerro La Muralla. Ubicado en la estratégica cima del Cerro La Muralla, tenía a su lado sur la laguna de Santa Inés (la Laguna de Tagua Tagua). Se presume que esta fortaleza fue usada como punto de observación o cuartel de defensa, ya que desde allí, se domina tanto el valle norte, como la cuenca sur que daba a la Laguna de Tagua Tagua.

## Estructura

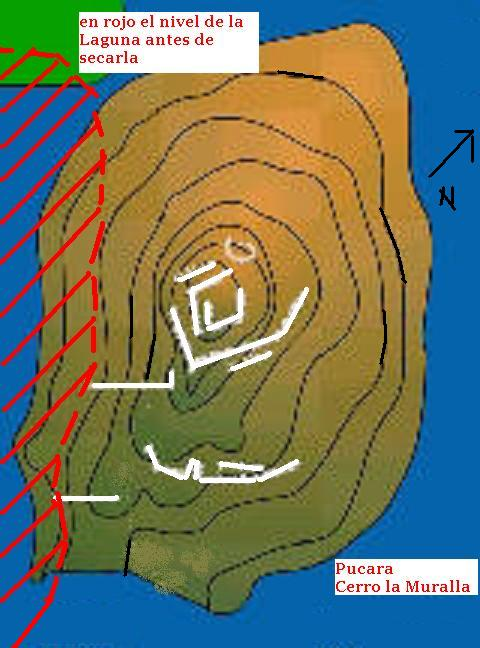
Estructura de murallas del Pucará y relación con el cerro y el nivel de la laguna antes de secarse.

En la cima del Cerro las murallas en su trazado dibujan un águila en vuelo. Tiene tres murallas defensivas y dos sectores con viviendas. Se ha encontrado abundante cerámica y piedras tacitas. A 100 m de su primera muralla se encuentra una explanada que, al parecer, sirvió como campo de cultivos.  Las evidencias hacen suponer que esta construcción fue efectuada por los incas, debido al trabajo de la piedra en bloques, la dimensión de los recintos y las estructuras en forma de terraza de algunos sectores.
Forma parte integral con la Laguna de Tagua Tagua ya que no tiene muralla sur, la que era cubierta por la laguna.

## Investigaciones
El polímata, naturalista e historiador francés Claudio Gay describió su ascenso al cerro La Muralla, que entonces se llamaba cerro del Inca, y la fortaleza.
En 1974 un grupo de científicos del Museo Nacional de Historia Natural de Chile, llevó a asegurar que ese pucará fue construido antes de la llegada de los españoles a este lugar.

## Actualidad
Cerca de ella hay una imagen de la Virgen de Fátima como era habitual en la Conquista española.  Todo sitio sospechoso de adoración a otras deidades era cubierto con iconos de adoración católica. En este sector cada año el segundo domingo de septiembre se celebra una misa, a la que asiste una gran cantidad de feligreses, lo que contribuye al daño del sitio arqueológico.

## Proyectos
En San Vicente de Tagua Tagua se construyó un museo y recuperaron las piezas extraídas en la zona y que fueron sacadas del lugar por los investigadores. Además se pretende crear museos in situ, y a mediano plazo una ruta controlada al pucará de La Muralla.
Existe un documental realizado en 1986 por el director Pedro Araya Paredes de título "A propósito del hombre: La laguna de Tagua tagua", que narra la vida en torno a esta laguna, las investigaciones arqueológicas en el cementerio de Cuchipuy y del Pucará en la prehistoria chilena. Este documental es propiedad de la Municipalidad de San Vicente de Tagua Tagua y se muestra como parte de la visita guiada del Museo ubicado en las cercanías del cerro La Muralla.